# Пискуха даурська
Пискуха даурська (Ochotona dauurica) — вид гризунів з роду Пискуха (Ochotona) родини пискухових (Ochotonidae).

## Морфологія
Загальна довжина тіла у пискух цього виду становить 18–19,5 см. Хвіст дуже короткий. Довжина ступні — 19–31 мм, ступні задніх лап світлішого кольору. Вуха короткі — від 16 до 25 мм. По краю вуха проходить вузька світла стрічка. Довжина вібрисів від 40 до 55 мм.
Колір літнього хутра буруватий (у різних підвидів різниться від жовтуватого до темнішого палево-сірого). Зимове хутро однотонного сірого кольору. Линяє двічі на рік. Весняне линяння відбувається в період з середини травня по кінець липня; осіння завершується в першу декаду жовтня.

## Поширення
Ареал даурської пискухи великий і охоплює Алтай, Бурятію, Туву, Монголію (за винятком гірських лісів і пустель на південь від Монгольського Алтаю), і північний Китай.

## Спосіб життя
Даурська пискуха, на відміну від багатьох інших пискух, винятково добре пристосована для постійного життя в норах.
Північна частина ареалу пискухи — це злакові й полинні степи. Тут пискухи риють складні, дуже розгалужені, але неглибокі (до 15 см) нори, що мають від 15 до 20 виходів на поверхню. Живуть колоніями, тримаються парами впродовж року. Внутрішня площа системи нір однієї родини становить від 25 до 36 м². Площа ж території на поверхні, що займає ця родина, може сягати 700 м². Крім основного лабіринту, на цій території є і прості нори з двома-трьома виходами, що слугують укриттям від хижаків. Системи нір часто сполучаються між собою; тварини не агресивні й у колоніях підтримують добросусідські відносини.
Південна частина ареалу пискухи більша за площею, і є напівпустелею. Тут пискухи селяться на низовинних, вологих ділянках з густішою рослинністю. Колонії можуть бути віддаленими одна від одної на значну відстань.
Пискухи уникають людських поселень і сипучих ґрунтів. Можуть зустрічатися на гірських луках на висоті до 3000 м над рівнем моря, однак, на відміну від пискухи Палласа, уникає скельних ділянок.
Як і більшість пискух, даурська пискуха веде денний спосіб життя. Навесні активна весь світловий день, літом і осінню найбільш активна вранці й увечері, в спекотний день майже не вилазячи з нори. Понижена активність пискух спостерігається у вітряні дні.
В зимову сплячку не впадає. В сильні морози не виходить на поверхню, при невеликих морозах і безвітряні ясні дні показується на поверхні, гріючись на сонці.
Тривалість життя близько трьох років. Більшість гине впродовж першого року, стаючи здобиччю різноманітних хижаків.

## Харчування
Раціон даурських пискух різноманітний і містить приблизно 60 різних видів трав'янистих рослин, а також гриби, листя і молоді пагони чагарників. Пискуха найбільш полюбляє такі рослини, як Artemisia frigida, Potentilea acaulis, Cleistogenes, Agropyron, Astragalus, Erysimum, Dracocephalum, Kochia.
На зиму даурська пискуха робить запаси, споруджуючи «стоги» зі зрізаної трави діаметром до 50 см і висотою 30–40 см. «Сінозаготівля» починається в липні-серпні.

## Розмноження
Розмножуються з квітня по вересень. В рік народжується 2 (рідше 3) виводки по 3-8 дитинчат. Найбільша народжуваність припадає на червень-липень. Вагітність триває 25 днів. Народжують пискухи в спеціальній камері всередині нори. Молоді самки досягають статевої зрілості у віці 21 дня, самці дещо пізніше. Приблизно через місяць після народження молоді пискухи покидають батьківську нору і шукають пару і місце для власної нори.

## Збереження
Даурська пискуха доволі численний вид. Її чисельність піддається коливанням. МСОП вважає цей вид таким, що не потребує особливого захисту.

## Підвиди даурської пискухи
- Ochotona dauurica bedfordi (Thomas, 1908) — мешкає в провінції Шаньсі (КНР);
- Ochotona dauurica annectens (Miller, 1911) — мешкає в провінції Ганьсу (КНР);
- Ochotona dauurica mursaevi (Bannikov, 1951) — мешкає в монгольських аймаках Дархан-Уул і Уверхангай;
- Ochotona dauurica altaina (Thomas, 1911) — мешкає на Алтаї, в Туві;
- Ochotona dauurica dauurica (Pallas, 1776) — мешкає в південному Сибіру, Забайкаллі, Північно-Західній, Центральній та Східній Монголії;